# Basilica di Santa Maria (Cracovia)
La basilica di Santa Maria (in polacco bazyliką Mariacką), ufficialmente chiesa arcipresbiteriale dell'Assunzione della Beata Vergine Maria (kościół archiprezbiterialny Wniebowzięcia Najświętszej Marii Panny), è un'imponente chiesa che sorge nel centro storico di Cracovia, seconda per importanza solo alla Cattedrale del Wawel. È basilica minore dal 1962.

## Storia
La basilica sorge nel centro storico di Cracovia (Stare Miasto, o "città vecchia"), sul lato orientale della piazza centrale della città, Rynek Główny ("Piazza Grande"). La prima chiesa che venne costruita in questo luogo venne eretta nel secondo decennio del XIII secolo con il presbiterio rivolto ad est, come era normale per l'epoca. Dopo la sua distruzione durante le invasioni dei Tartari, la chiesa attuale venne edificata in stile gotico sulle fondamenta della precedente, divergente dal nuovo orientamento della piazza, rispetto alla quale si presenta obliqua.
Nel corso dei secoli alla chiesa sono state apportate continue modifiche, che hanno lasciato l'impronta di vari stili, fino all'Art Nouveau, coesistendo armoniosamente nell'intero edificio.

## Descrizione
La chiesa è un edificio imponente, lungo quasi 100 metri e largo circa 40. Presenta tre diversi ingressi: quello principale (utilizzato oggi per i fedeli) e due laterali (utilizzati per i turisti). La caratteristica più evidente della sua alta facciata sono le due alte torri che la fiancheggiano, asimmetriche e con diverse altezze.
La tradizione fornisce la motivazione della diversa struttura delle due torri. Si narra infatti che l'incarico per costruire le torri sia stato affidato a due fratelli, ognuno dei quali avrebbe dovuto erigerne una. Sorse presto tra loro una accesa rivalità e ognuno tentò di costruire una torre più alta di quella dell'altro. Il fratello minore però uscì sconfitto dalla competizione; accecato dall'invidia, colpì a morte il maggiore con un coltello e, in preda al rimorso, utilizzò la medesima arma per togliersi la vita con un fendente al cuore. A ricordo di questi eventi, il coltello è conservato ed esposto all'ingresso orientale del Mercato dei tessuti.
La torre più bassa misura 69 metri di altezza e, sormontata da una cupola rinascimentale, funge da torre campanaria. La torre più alta, di circa 81 metri, appartiene al Comune ed in passato fungeva da torre di guardia. Oggi, ad ogni ora, vi viene effettuato l'Hejnał. La sommità della torre è arricchita con una guglia e alcune torrette. Nel 1666 vi fu posta sulla cima una corona d'oro di 350 kg, di 2,40 metri di diametro.
L'interno presenta tre navate e numerose cappelle laterali per i fedeli.
Negli anni immediatamente precedenti al 1730 il pittore veneziano Giambattista Pittoni dipinse cinque pale d'altare per gli altari laterali della navata centrale: Annunciazione, Adorazione dei Magi, Madonna col Bambino e san Filippo Neri, Maria Maddalena, S. Sebastiano.

### L'Altare di Veit Stoss

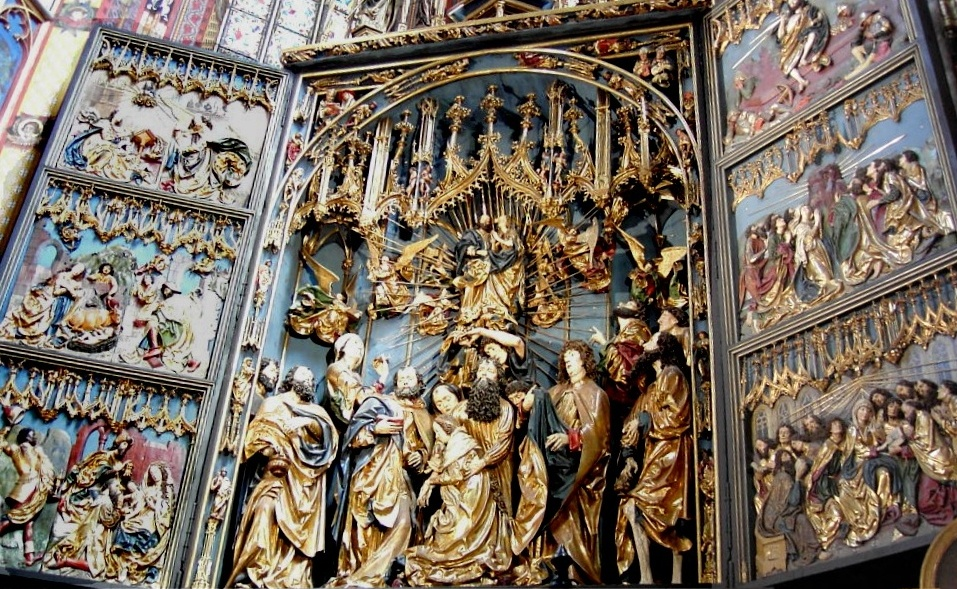
Il Polittico della Vergine di Veit Stoss.

L'altare maggiore è un polittico composto da sette pannelli in legno scolpiti, dipinti e dorati nei quali vengono rappresentati la Dormizione della Vergine ed episodi della vita di Cristo e della Vergine. Realizzato da Veit Stoss e consacrato nel 1489 è alto 13 metri e largo 11, è nel suo genere tra le opere medioevali di maggiori dimensioni rispetto alle altre. L'altare, durante l'occupazione tedesca nel 1940, fu portato in Germania ma nel 1946 è stato riportato in Polonia e dal 1957 si trova sul sito originale.

## Hejnał
Hejnał è la famosissima "chiamata a raccolta" che viene eseguita ogni ora dalla torre più alta della Chiesa di Santa Maria di Cracovia. Questa breve melodia è suonata quattro volte (uno per ogni lato della torre) ogni ora, 24 ore al giorno, tutti i giorni dell'anno, e viene ritrasmessa ogni giorno alle 12 dalla radio nazionale polacca. La giornata lavorativa del trombettiere dura ben 24 ore, dalle 8 alle 7 del giorno dopo, al termine delle quali c’è una pausa di 48 ore. Ad ogni turno sono sempre in servizio due trombettieri.